# Smith River
Smith River é um assentamento não incorporado no Condado de Liard, no extremo norte da Colúmbia Britânica, Canadá. Ela está localizado a sudoeste da junção de Shaw Creek com o rio Smith, que entra no Liard entre as confluências dos rios Toad e Coal.